# Epigynopteryx artemis
Epigynopteryx artemis là một loài bướm đêm trong họ Geometridae.